# Prochelator lateralis
Prochelator lateralis là một loài chân đều trong họ Desmosomatidae. Loài này được G. O. Sars miêu tả khoa học năm 1899.